# Rhimphoctona albicoxa
Rhimphoctona albicoxa là một loài tò vò trong họ Ichneumonidae.